# Платяная вошь
Платяна́я вошь (нательная вошь) (лат. Pediculus humanus corporis De G. var. vestimenti, иногда просто Pediculus corporis) — насекомое, паразит человека, обладающий строгой специфичностью к своему хозяину.

## История
Платяные вши были известны в глубокой древности.
В 1877 году предположение о переносе сыпного и возвратного тифа кровососущими насекомыми высказал профессор Киевского университета Г. Н. Минх. 
В 1909 году Шарль Николь доказал, что платяная вошь является переносчиком возбудителя сыпного тифа от человека к человеку, за что в 1928 году он был удостоен Нобелевской премии по физиологии и медицине.

## Характеристика
Наряду с головной вошью и лобковой вошью, одна из трёх форм человеческих вшей. По мнению Марка Стоункинга, собравшего образцы головных и платяных вшей у жителей 12 стран от Эфиопии до Эквадора и Новой Гвинеи, ответвление, образованное в результате появления платяной вши на ветви головной вши, образовалось не более 72±42 тыс. лет назад. Возникновение платяной вши связывают с распространением одежды. Головная и платяная вши рассматриваются как морфотипы одного вида. Однако уточнение их таксономического статуса требует дополнительных исследований.
Платяная вошь обычно живёт и откладывает яйца (гниды) в складках одежды и на её ворсе, а питается временно переходя с одежды на кожный покров.
Ротовой аппарат насекомого-паразита представляет собой колющие иглы, заключённые в выворачивающуюся из ротовой полости мягкую трубку (хоботок), края которой плотно прижимаются к прокалываемой коже. Кровососание осуществляется за счёт мышечных сокращений глоточного насоса и глотки. В слюне вшей содержится фермент, препятствующий свёртыванию крови.
Из короткого пищевода кровь поступает в сильно растягивающийся желудок. Обычно взрослая особь выпивает от 1 до 3 мкл (0,001—0,003 мл) крови. Средний вес насекомого равен 1 мг. Самки больше размерами и весом и выпивают больше крови, чем самцы. Через полупрозрачный хитин хорошо виден процесс питания вшей кровью: их брюшко раздувается, кишечник ритмично сокращается, принимая в себя всё новые и новые порции крови, а тельце её становится тёмно-красного цвета.
При сосании крови человека, больного сыпным тифом, вошь заражается риккетсиями Провачека, но только спустя примерно неделю она способна распространять инфекцию среди здоровых людей. Риккетсии проникают в клетки эпителия кишечника вши и в них интенсивно размножаются (понятие «интенсивное размножение» можно проиллюстрировать такими данными: у экспериментально зараженной вши спустя неделю было обнаружено около 100 млн риккетсий). Опухшие пораженные клетки лопаются, риккетсии попадают в содержимое кишечника и с экскрементами выводятся из организма вши. Таким образом, это одновременно и болезнь вшей, на которых возбудители сыпного тифа действуют губительно. Вошь, зараженная риккетсиями Провачека, погибает в среднем после 15 — 18 дней жизни, тогда как здоровая живёт 25 — 30 дней.
При укусе, по мере заполнения кишечника вши свежей кровью прежнее его содержимое выводится наружу в виде кусочков сформировавшегося кала, нашпигованного риккетсиями Провачека, которые остаются на коже неподалёку от места укуса. Укус вши сопровождается сильным зудом, который вызывает расчесывание. В образовавшиеся при этом ссадины человек бессознательно втирает инфицированные экскременты вши, вызывая тем самым заражение. Таким образом, сыпному тифу свойствен легко реализуемый механизм заражения.
В 2010 году был расшифрован геном платяной вши. Его объём оказался одним из наименьших среди всех изученных насекомых, уступающий лишь Belgica antarctica — всего 108 миллионов пар нуклеотидов.